# Râul Valea Sălașelor
Râul Valea Sălașelor este un curs de apă, afluent al râului Huza. 